# 松平定永
松平定永（日语：／ Matsudaira Sadanaga，1791年10月10日—1838年11月29日）是日本江戶時代後期的大名，最初擔任陸奧白河藩主，後來成為伊勢桑名藩主，松平定綱家系久松松平氏第10代。

## 生涯
寬政3年9月13日（1791年10月10日），定永作為白河藩主松平定信的長子在江戶城內的西之丸邸出生。文化9年（1812年），其父定信隱居，由定永繼任家督，列席於溜間。
文政6年（1823年）3月24日，定永被轉封至桑名藩，時任桑名藩主松平忠堯轉封至忍藩，時任忍藩主阿部銕丸則轉封至白河，三方領地互換。這次領地互換的原因是定永的父親定信希望重返久松松平氏的舊領桑名，其他說法則指在文政4年（1821年）時，定永由於無法承擔防守江戶灣的重責，因此申請轉封至下總佐倉藩，但是此舉引起時任佐倉藩主堀田正愛的不滿，最終作為懲罰將定永轉封至桑名，防守江戶灣的責任則交給佐倉藩。
在白河藩時期，定永已經欠債1萬4000兩，由於轉封的關係的欠債款項增加9萬兩，總數10萬4000兩的債務，令藩政苦不堪言。為了償還貸款，在文政7年（1824年）開始10年內，定永不惜削減家臣的知行。然而屋漏兼逢連夜雨，江戶上屋敷受到火災波及以及手傳普請等影響，財政未有改善之餘，還不得不向大坂的商人借貸以及領取幕府的御用金。天保8年（1837年），桑名藩飛地，位於越後柏崎的陣屋附近爆發生田萬之亂，桑名藩幾經辛苦才成功平定，在藩政歷盡滄桑的情況下，定永在天保9年10月13日（1838年11月29日）於江戶死去，享年48歲，由長子松平定和繼任家督。